# Zöld metróvonal (Lisszabon)
A Zöld vonal (portugál nyelven: Linha Verde) vagy más néven a Caravele vonal (portugál nyelven: Linha da Caravela) Lisszabon négy metróvonala közé tartozik, mely Telheiras és Cais do Sodré állomások között teremt kapcsolatot. Összesen 13 metrómegálló található a 9 km hosszúságú vonalon.

## Története
A zöld vonal útvonala az évek során többször változott, jelenlegi formáját 2002. november 2-án nyerte el. Lisszabon másik három metróvonalával is kapcsolatban áll. A vonal első állomásaként Rossio metróállomás nyílt meg 1963-ban, amikor az 1959-ben megnyitott Y alakú hálózatot a szomszédos Restauradoresből Rossio állomásig meghosszabbították.

## Műszaki jellemzői
A vonal normál nyomtávolságú, a szerelvények harmadik sínből kapják az elektromos energiát. A feszültség 750 V egyenáram. A vonalon ML97 és ML99 sorozatú metrószerelvények közlekednek.

## Állomások
Telheiras

 Campo Grande (Átszállási lehetőség a sárga metróra)

 Alvalade

 Roma

 Areeiro 

 Alameda (Átszállási lehetőség a vörös metróra)

 Arroios

 Anjos

 Intendente

 Martim Moniz

 Rossio

 Baixa-Chiado (Átszállási lehetőség a kék metróra)

 Cais do Sodré